# Medida de la presión

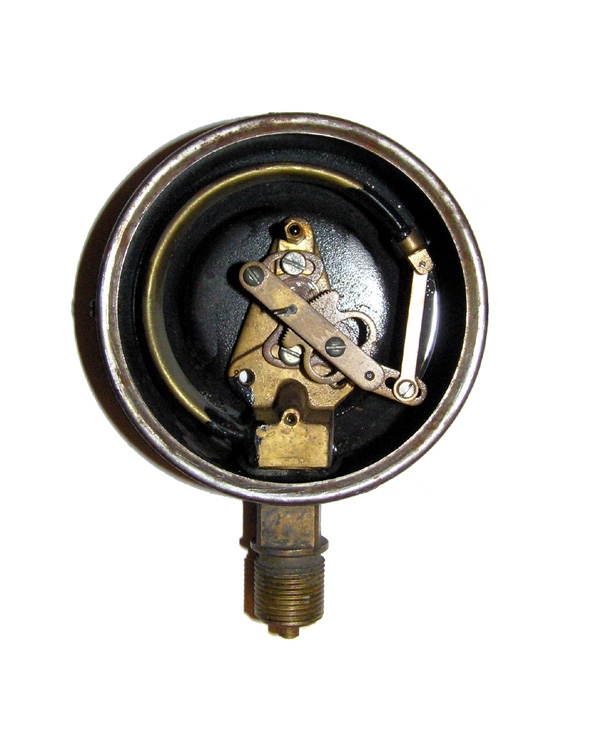
Aparato metálico para medir la presión

Para la medición de la presión y del vacío se han desarrollado muchas técnicas y medidores. 
Un manómetro es un instrumento que utiliza una columna de líquido para medir la presión, aunque actualmente el término manómetro a menudo se usa para designar cualquier instrumento de medida que sirva para medir la presión.
Un medidor de vacío se usa para medir la presión dentro de un vacío en el cual esta se divide en dos subcategorías, alto vacío y bajo vacío (y a veces, vacío ultra alto). El rango aplicable en este caso en muchas técnicas se ensolapa, puesto que es posible medir la presión del sistema de forma continua desde 10 bares hasta 10−11 mbar.

## Tipos de presión

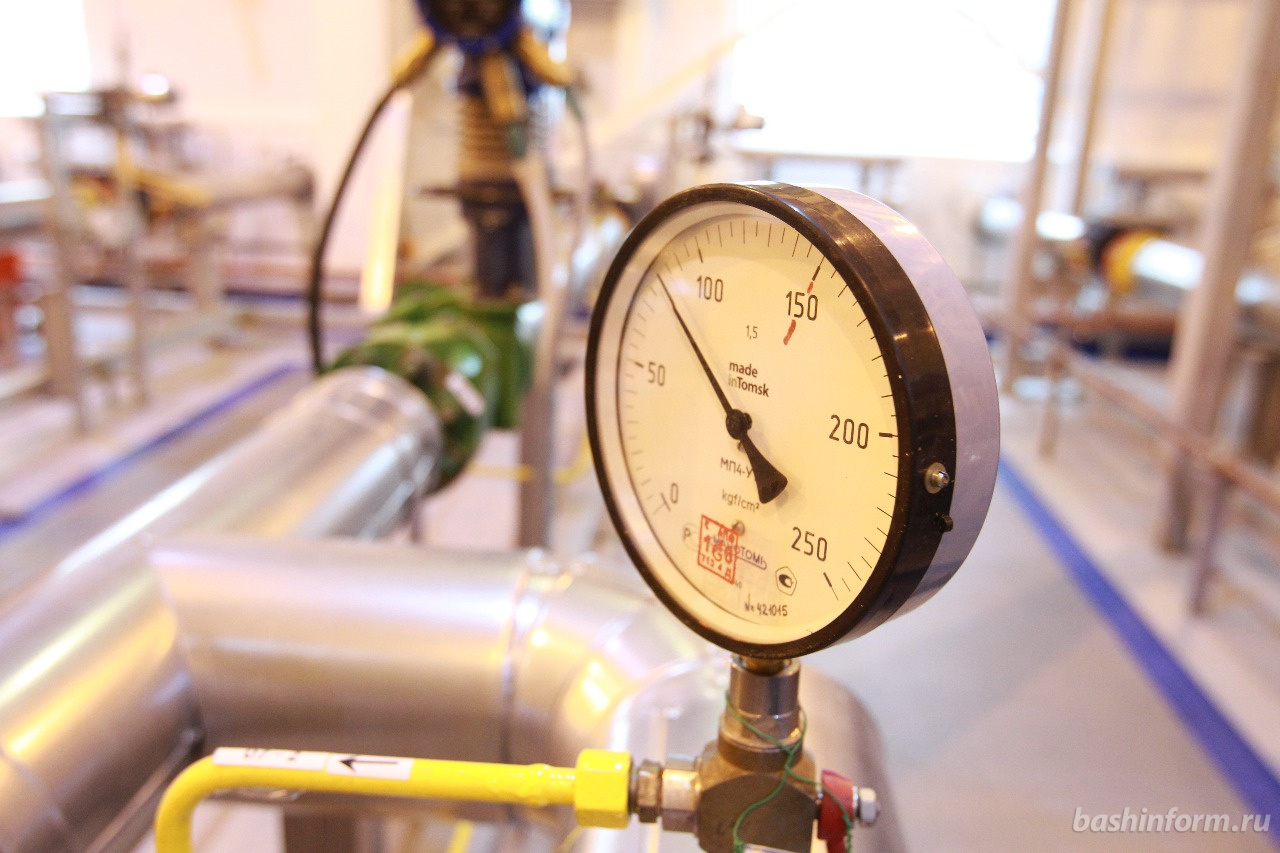
Manómetro de gas natural

En la vida cotidiana, las mediciones de la presión (por ejemplo, de los neumáticos de los automóviles), normalmente se hacen con relación a la presión del medio ambiente. En otros casos, las mediciones se hacen en referencia al vacío o a otra referencia específica. Cuando se distingue entre estas referencias cero se usan los siguientes temas:
- Presión absoluta se hace referenciar su cero respecto a un vacío absoluto, por lo tanto es igual a la presión manométrica añadiendo la presión atmosférica.
- Presión manométrica o relativa en ella su cero de referencia es la presión del aire del medio ambiente, por lo tanto es igual a la presión absoluta menos la presión de la atmósfera. Los signos negativos normalmente se omiten.
- Presión diferencial es la diferencia de presión entre dos puntos.

La referencia cero que se usa normalmente está implícita en su contexto, y estas palabras se incluyen solo cuando hace falta una aclaración. presión del neumático y presión de la sangre son presiones del medidor por convención, en cambio la presión atmosférica,presiones de alto vacío y presión altimétrica tienen que ser absolutas.
Para la mayoría de los fluidos de trabajo cuando el fluido existe dentro de un sistema cerrado prevalece la medición de la presión relativa. Los instrumentos de presión conectados a este sistema indicarán presiones relativas a la presión atmosférica real. Esta situación cambia cuando se mesura un vacío extremo; entonces típicamente se usan, en su lugar, presiones absolutas.
Las presiones diferenciales se usan de forma común en los procesos de las industrias. Los medidores de presión se conectan a dos puertos de entrada y automáticamente ellos hacen las operaciones matemáticas de sustracción sin que haga falta el control de un operario humano. 
Las lecturas de presión de vacío pueden tener ambigüedad sin su propio contexto dado que pueden representar la presión absoluta o la presión relativa sin el signo negativo. Así la presión de vacío de 26 inHg gauge y equivale a una presión absoluta de 30 inHg (la presión típica atmosférica) − 26 inHg = 4 inHg.

## Unidades
|                    | Pascal (Pa) | bar       | N/mm2     | kp/m2    | kp/cm2 (=1 at) | atm.       | torr   | psi           |
| ------------------ | ----------- | --------- | --------- | -------- | -------------- | ---------- | ------ | ------------- |
| 1 Pa (N/m2) =      | 1           | 10-5      | 10-6      | 0,102    | 0.102×10-4     | 0,987×10-5 | 0,0075 | 1,450377×10-4 |
| 1 bar (dyn/cm2) =  | 100.000     | 1         | 0,1       | 10200    | 1,02           | 0,987      | 750    | 14,5          |
| 1 N/mm2 =          | 106         | 10        | 1         | 1,02×105 | 10,2           | 9,87       | 7500   | 145,0377      |
| 1 kp/m2 =          | 9,81        | 9,81×10-5 | 9,81×10-6 | 1        | 10-4           | 0,968×10-4 | 0,0736 | 0,00142       |
| 1 kp/cm2 (1 at) =  | 98100       | 0,981     | 0,0981    | 10000    | 1              | 0,968      | 736    | 14,2          |
| 1 atm (760 Torr) = | 101325      | 1,013     | 0,1013    | 10330    | 1,033          | 1          | 760    | 14,7          |
| 1 Torr =           | 133         | 0,00133   | 1,33×10-4 | 13,6     | 0,00136        | 0,00132    | 1      | 0,019         |
| 1 psi (lbf/in2) =  | 6894        | 0,069     | 0,0069    | 704      | 0,0704         | 0,068      | 51,7   | 1             |

La unidad del Sistema internacional SI para la presión es el pascal (Pa), equivalente a un newton por metro cuadrado (N·m−2 o kg·m−1·s−2). Cuando se indica, la referencia al rape se posa entre paréntesis siguiendo la unidad, por ejemplo 101 kPa (abs). Las libras por pulgada cuadrada (pounds por square inch) o “psi” todavía se usan mucho en los Estados Unidos y Canadá. A menudo se añade una letra a la unidad psi para indicar la referencia al rape; psia por “absolute”, psig por “gauge”, psid por “differential”, aunque esta práctica está desaconsejada por el NIST.
Las presiones a menudo se expresan como la profundidad de un líquido determinado (por ejemplo, pulgadas de agua o inches of water). La forma abreviada "W.C." o las palabras “columna de agua”, o "water column", a menudo están imprimidas en los medidores y mediciones que utilizan agua en el manómetro.
La densidad del fluido o la gravedad local pueden variar de una lectura a otra dependiente de factores locales, por lo tanto la altura de la columna de fluido no define la presión de una forma precisa.Por lo tanto los medición en forma de "mmHg" o "inHg" se pueden convertir en unidades del SI teniendo en cuenta estos factores que cambian. Las fluctuaciones de la temperatura cambian el valor de la densidad del fluido y la ubicación del lugar puede afectar la gravedad. 
Todavía se pueden encontrar utilizadas estas unidades manométricas en muchos aspectos de la vida como por ejemplo son comunes en la medida de la presión de la sangre (en mm de mercurio ) o la presión de los pulmones (en cm de agua). También en los gasoductos se expresa la presión en pulgadas de agua ( "inches W.C."). Los capbussadors usan un manómetro (“rule of thumb”)
Las presiones atmosféricas normalmente se hacen utilizando kilopascals (kPa), o atmósferas (unidad) excepto en los Estados Unidos donde se prefieren los hectopascals (hPa) y los mbar. En la ingeniería de Norteamérica la resistencia física (estrés) a menudo se mesura en unidades kips. Aun así la resistencia no es una auténtica presión dado que no es escalar desde el punto de vista de la física. En el sistema cgs la unidad de presión es el barye (ba), equivalente a 1 dyn·cm−2. En el sistema metro-tonelada-segundo (mts), la unidad de presión era la pieze, igual a 1 sthene por metro cuadrado.
Se usan otras muchas unidades híbridas cómo son el mmHg/cm2 o gramos-bastantes/cm2 (a veces como kg/cm2 sin identificar propiamente las unidades de fuerza). Utilizar los términos kilogram, gramo, kilogram-bastante, o gramo-bastante (o sus símbolos) está vetado en el sistema SI; la unidad de forçaen lo SI es el newton (N).

## Presión estática y presión dinámica
La presión estática es uniforme en todas las direcciones, por lo tanto, las mediciones de la presión son independientes de la dirección en un fluido inamovible (estático). Aun así, el flujo aplica presión adicional en las superficies perpendiculares a la dirección del flujo. Este componente direccional de presión en un fluido en movimiento (dinámico) se llama presión dinámica. La presión total que engloba la suma de las presiones estáticas y dinámicas la puede medir un instrumento adecuado y la medida que hace es una presión diferencial. 
Algunas aplicaciones son:
- altímetro
- barómetro
- sensor MAP
- tubo de Pitot
- esfigmomanómetro

## Instrumentos
Se han inventado muchos instrumentos para medir la presión lo más antiguo de los cuales es el de columna de líquido (mercurio) inventado por Evangelista Torricelli en 1643. Christiaan Huygens inventó el de tubo en forma de U en 1661.

### Hidrostáticos
Los medidores hidrostáticos (como el manómetro de columna de mercurio) registran la presión hidrostática producida por unidad de superficie de la columna de líquido a su base. En estos tipos de medidores las mediciones de la presión son independientes del tipo de gas que se mesure. 

#### Pistones
Los medidores con pistones contrabalancean la presión de un fluido con un muelle o un peso sólido y en este caso se pueden utilizar para calibrar otros medidores.

#### Columna líquida
Utilizando el Principio de Bernoulli y su derivada que es la ecuación de la presión de ninguno, los líquidos se pueden usar para instrumentos cuando es presente la gravedad. Los instrumentos de columna líquida consisten en una columna vertical de líquido dentro de un tubo en el cual los dos extremos están expuestos a presiones diferentes. Esta columna podrá subir o bajar hasta que su peso (una fuerza aplicada debida a la gravedad) esté en equilibrio con la presión diferencial entre los dos extremos del tubo (una fuerza aplicada debida a la presión del fluido). La presión en cualquier de los extremos del líquido (que en la imagen es de color azul) tiene que estar en equilibrio (dado que el líquido es estático) y que Pa = P0 + hgρ.
En la mayoría de las mediciones hechas con columna líquida, el resultado de la medida es la altura (height, h), expresados típicamente en mm, cm, o pulgadas. Esta h también se conoce como la presión de ninguna (pressures head). Cuando la precisión es crítica también se tendrá que especificar la temperatura que había durando la medición del fluido. Por ejemplo, se puede escribir la presión de cabo como "742.2 mmHg" o "4.2 inH2O at 59 °F" para medición con mercurio, agua como fluido manomètric, respectivamente.

#### Aparato de McLeod
Un medidor de McLeod (“McLeod gauge”) aísla una muestra de gas y la comprime dentro de un manómetro de mercurio modificado hasta que la presión es de unos pocos mmHg. No es una técnica adecuada para una monitorización continua pero tiene una buena precisión. 
Rango útil: por encima de 10-4 torr (roughly 10-2 Pa) hasta 10-6 Torr (0.1 mPa),

### Aneroides
Los medidores aneroides están basados en la respuesta elástica de los sensores de metal bajo el efecto de la diferencia de presión. "Aneroide" significa "sin fluido," pero también pueden servir los aneroides para medir la presión de un líquido o de un gas por eso actualmente se prefiere decir medidores mecánicos. El elemento sensible a la presión puede ser un Tubo de Bourdon, un diafragma, una cápsula o un conjunto de fuelles las cuales cambiarán de forma en respuesta a la presión local. 

#### Bourdon

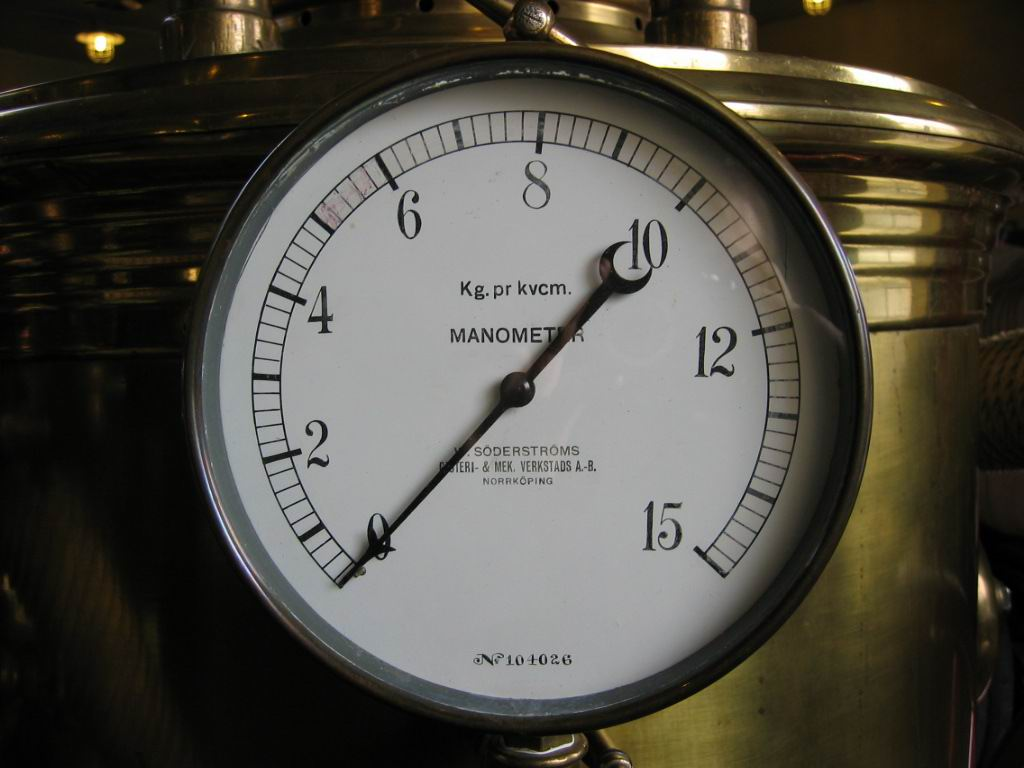
Manómetro de membrana

El medidor de Bourdon se basa en el principio que un tubo aplanado tiende a recuperar su forma circular en sección transversal cuando se pressuriza. 
Eugene Bourdon patentó este medidor en 1849 y rápidamente fue adoptado por su mayor sensibilidad, linealidad y precisión. El año 1849, Bernard Schaeffer patentó un medidor de diafragma también muy usado industrialmente.

#### Fuelles
En los medidores destinados a sentir presiones pequeñas o las diferencias de presión, o bien exigir que se mida una presión absoluta, el tren de engranajes y la aguja indicadora pueden ser impulsadas por una cámara de fuelle cerrado y sellada, denominada un "aneroide'. Esta configuración de fuelle se utiliza en barómetros aneroides, altímetros, enregistradors de altitud barografs, y en los instrumentos de telemetría de altitud utilizados en globos meteorológicos radiosondes. Estos dispositivos utilizan el cuarto sellado como una presión de referencia y son impulsados por la presión externa. Otros instrumentos sensibles en los aviones, como son los indicador de velocidad del aire los del índice de indicadores de ascenso (variómetros) tienen conexiones tanto a la parte interna de la cámara aneroide como una cámara rodeando externa.

## Sensores de presión electrónicos
Medidor de tensiones piezorresistivo
Utiliza el efecto de la piezorresistividad para detectar la presión aplicada.
Capacitivos
Utiliza una cavidad del diafragma y de la presión para detectar la tensión debido a la presión aplicada.
Magnéticos
Medidas el desplazamiento de un diafragma por los cambios en la inductancia (reluctancia), LVDT, Efecto Hall, o por la corriente de Foucalt.
Piezoeléctricos
Usa el efecto piezoeléctrico en ciertos materiales ante la presión.
Ópticos
Usa el cambio físico de una fibra óptica respete la presión.
Potenciométricos
Usa el movimiento de un wiper a lo largo de un mecanismo resistís ante la presión.
Resonantes
Usa los cambios en la frecuencia de resonancia en un mecanismo sensor o los cambios en la densidad de un gas por la presión.

## Conductividad térmica
Generalmente un gas real incrementa su densidad a medida que también lo hace la presión y su capacidad para la conducción del calor también se incrementa. En estos tipos de medidores un filamento eléctrico se calienta cuando pasa la corriente eléctrica. Se puede utilizar un termopar para medir la temperatura del filamento. Estos aparatos tienen una precisión de 10-3 Torr a 10 Torr.